# Centrum zrakových vad
Centrum zrakových vad je jediné zdravotnické zařízení v ČR, které je specializováno na komplexní péči o zrakově postižené osoby všech věkových kategorií. Poskytuje služby v oborech oftalmologie, klinické psychologie, zrakové terapie, speciální pedagogiky, sociálního a profesního poradenství, externě spolupracuje se specializovaným očním optikem. Od roku 2008 je Centrum zrakových vad, s.r.o. nestátním zdravotnickým zařízením. Většina služeb Centra je hrazena ze zdravotního pojištění.

## Historie
Počátky centra lze najít v roce 1940, kdy bylo zřízeno školní oční ambulatórium při fyzikátu hl. m. Prahy. Tím byla zahájena odborná péče o zrak pražských školních dětí. Kromě toho vyhledával školní oftalmolog formou depistáže na všech pražských školách děti s nejrůznějšími zrakovými vadami a poruchami, nebo s očními chorobami. V roce 1943 se školní oftalmolog MUDr. Bohumil Fafl (1907–1998) zasloužil o zřízení první školy pro slabozraké děti v Praze. Zpočátku to byly dvě třídy pro "šetření zraku" při obecné škole ve Štěpánské ulici, ale již v roce 1945 byla zřízena první samostatná škola pro slabozraké děti v Praze v Koperníkově ulici. Školní ambulatórium se postupně přeměnilo v oftalmopedické oddělení a v roce 1953 se již jako Oftalmopedický ústav stalo součástí Dětské fakultní nemocnice s poliklinikou (dnes Fakultní nemocnice v Motole). Ústav zavedl každoroční depistážní vyšetřování zraku školní mládeže do věku 15 let. Pro zrakově postižené děti byly zřizovány speciální školy všech typů, kde lékaři úzce spolupracovali s pedagogy a vychovateli. Tyto se staly vzorem pro další školy v ČR i ve světě. V 60. letech byl změněn název pracoviště na Ústav pro nápravu vad zraku mládeže a v roce 1996 proběhla poslední změna názvu na Centrum zrakových vad. V průběhu času se činnost rozšířila na všechny věkové kategorie.

## Poskytované služby
1. Všeobecná oftalmologická ambulantní péče, včetně pediatrické oftalmologie – diagnostika, terapie, korekce refrakčních vad,
2. Vyzkoušení a předpis speciálních optických pomůcek (SOP).
3. Funkční vyšetření zraku u dětí v preverbálním období (tj. od 0-3 let) a u pacientů s kombinovaným postižením vyšetření zaměřené na "crowding" fenomén, vyšetření barvocitu a kontrastní citlivosti.
4. Měření zorného pole (rerimetrie).
5. Aplikace měkkých kontaktních čoček i nejmenším dětem.
6. Vyzkoušení elektronických (tzv. televizních lup) zvětšovacích kompenzačních pomůcek - jak kamerových, tak i počítačových, posouzení vhodnosti.
7. Nácvik dovedností nutných k efektivnímu využívání kompenzačních pomůcek.
8. Nácvik běžné denní činnosti při úbytku zrakových funkcí, doporučení na úpravu pracovního a domácího prostředí.
9. Psychologická diagnostika a psychoterapie dětí a dospělých.
10. Sociální služby - poradenství o nárocích na výhody a dávky vyplývajících ze zrakového postižení.
11. Poradenství o rané péči a zrakové stimulaci dětí s těžkým a kombinovaným zrakovým postižením.
12. Speciálněpedagogické poradenství.
13. Profesní poradenství.
14. Kontakty na specializovaná pracoviště.